# Iglesia de Kawaiaha'o
La Iglesia de Kawaiahaʻo (en inglés Kawaiahaʻo Church) es una iglesia congregacionalista histórica, situada en el centro de la ciudad de Honolulu en la isla hawaiana de Oʻahu (EE. UU.). Durante el siglo XIX fue la iglesia nacional del Reino de Hawaiʻi y capilla de la familia real, la Iglesia de Kawaiahaʻo se conoce popularmente como la Abadía de Westminster de Hawai. Es uno de los lugares de oración cristiana más antiguos de Hawái, si bien hubo cuatro iglesias con techo de paja en o cerca del emplazamiento actual antes de que comenzara a levantarse el actual edificio en piedra de coral. Tiene la categoría de Monumento Histórico Nacional dentro del Registro Nacional de Lugares Históricos de los Estados Unidos.
La construcción de la Iglesia de Kawaiahaʻo fue encargada bajo la regencia de Kaʻahumanu durante los reinados de Kamehameha II y Kamehameha III. Fue diseñada por el Reverendo Hiram Bingham II (padre de Hiram Bingham III) al estilo de las iglesias de Nueva Inglaterra de donde provenían casi todos los misioneros protestantes de la isla. Se construyó entre 1836 y 1842 con más de 6 toneladas de "rocas" de coral recogidas de la costa sur de la isla de Oʻahu. Su construcción siempre quiso rivalizar con la Catedral de Nuestra Señora de la Paz de la Iglesia católica. El nombre de Kawaiahaʻo no se aplicaría sino hasta 1853.
La mayoría de los jefes del Archipiélago de Hawái, especialmente los miembros de las reinantes Casa de Kamehameha y Casa de Kalākaua frecuentaron la Iglesia de Kawaiahaʻo, y sus retratos adornan actualmente la galería superior del edificio. Lunalilo, que prefería ser enterrado en un cementerio de iglesia antes que en el Mausoleo Real de Hawái fue inhumado en los jardines, junto a su madre.
Con todo, la Iglesia de Kawaiahaʻo no fue la única iglesia frecuentada por la realeza. Kamehameha IV y su esposa Emma fueron miembros devotos de la Iglesia de Inglaterra y establecieron la Iglesia anglicana de Hawái, actualmente una diócesis de la Iglesia Episcopal en los Estados Unidos de América. Ellos encargaron también la construcción de la Catedral de San Andrés, en el mismo Honolulu, que sustituyó a la Iglesia de Kawaiahaʻo como centro de culto de la realeza. Kamehameha V, David Kalākaua y Liliʻuokalani también prefirieron usar la catedral anglicana.
- Datos: Q6379539
- Multimedia: Kawaiahaʻo Church / Q6379539